# برسیه، سویلایناتس
برسیه (صربی: Bresje}} یک منطقهٔ مسکونی در صربستان است که در Svilajnac واقع شده‌است.
 برسیه  ۲۳۰ نفر جمعیت دارد.